# Ghribiya

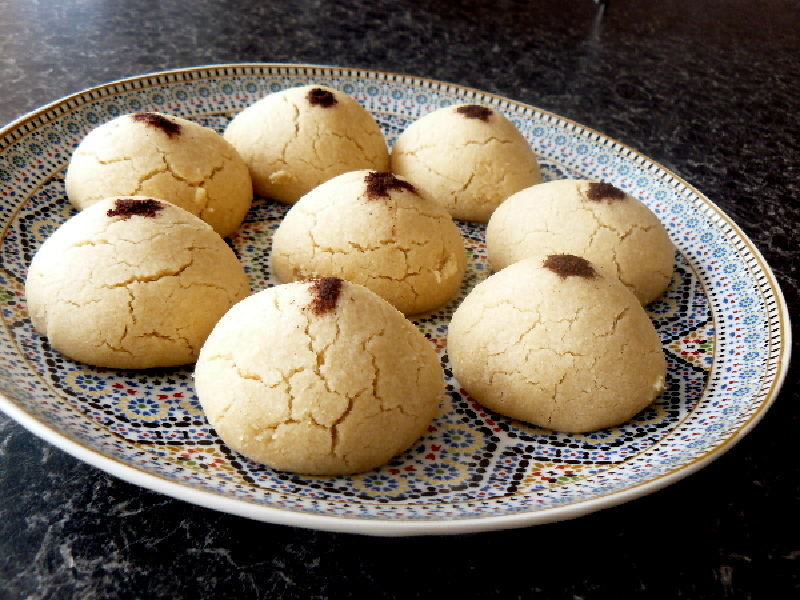
Ghribia typique de la région de Tissemsilt en Algérie.

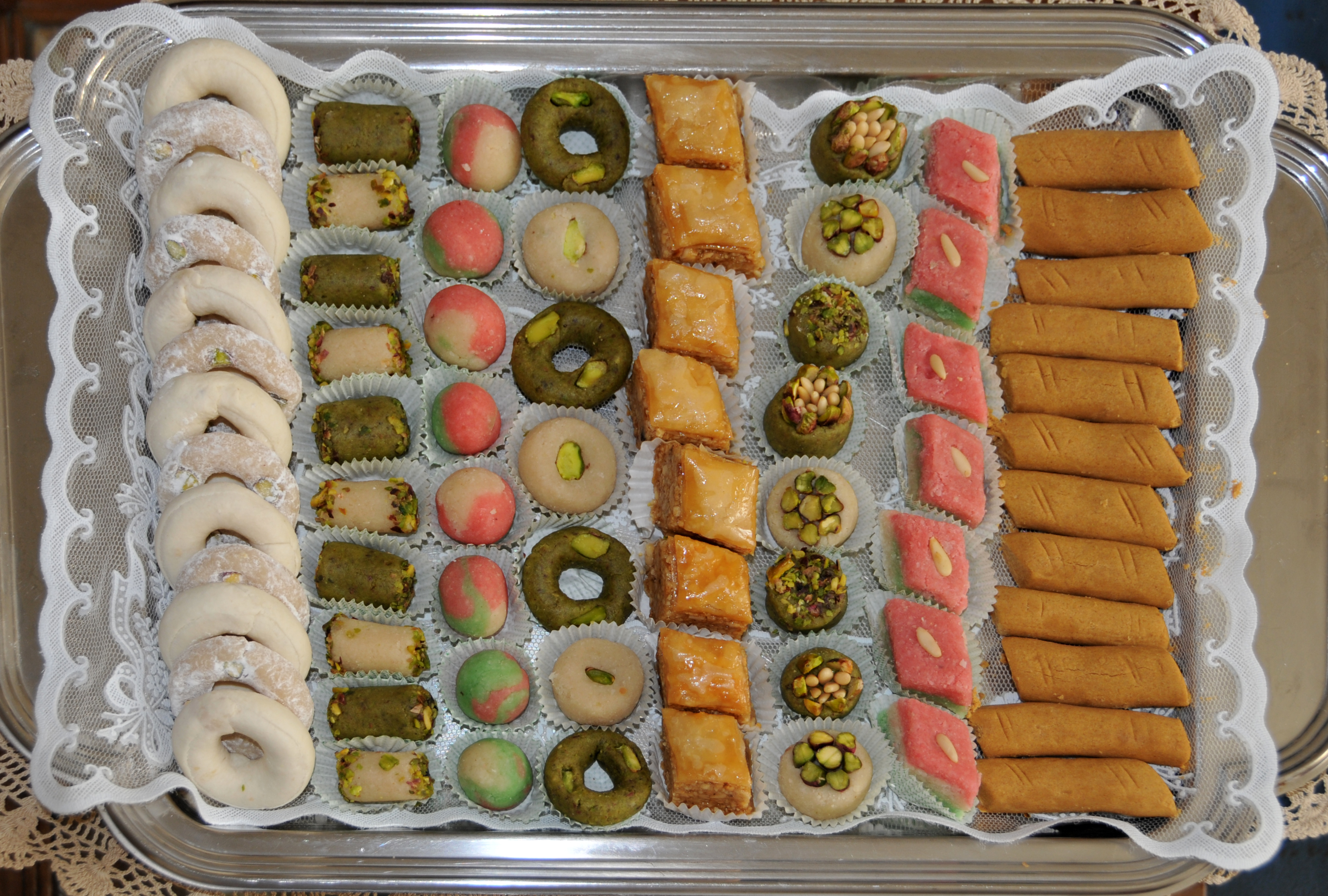
Plateau de pâtisseries incluant des ghoriba (première colonne de droite).

La ghribiya (aussi orthographiée ghribia en Algérie, ghriyba au Maroc, ghraïba en Tunisie, ghrayba en Libye, ghraybeh en Syrie et au Liban), est une spécialité pâtissière préparée dans les pays du Maghreb, l’Égypte et dans le Proche-Orient.
Il s'agit d'un sablé confectionné à la main, à base de farine, de sucre, d'huile et/ou de beurre, parfumée au zeste de citron ou d'orange, à la cannelle, etc. Cette pâtisserie est généralement servie avec le café ou le thé à la menthe lors des fêtes, le jour de l'Aïd notamment. Elle est souvent associée aux mantecados d'Andalousie.

## Dénominations et origines
- Ghribia  ou ghribya (en arabe algérien, غريبية) : Algérie[1],[2],[3]
- Ghoriba, ghriyba ou ghriba (en arabe marocain, غْرِيْبَة) : Maroc
- Ghraïba ou ghrayba (en arabe tunisien, غريبة) : Tunisie
- Ghrayba (en arabe libyen :  الغريبة) : Libye[4]

## Variations
- Algérie :
  - ghribia aux amandes[5] ;
  - ghribia Constantinoise[5] à base de Smen, de sucre et de farine ;
  - ghribia el warka, à base de cacahuète enroulée dans une fine pâte. Spécialité de Constantine ;
  - ghribia aux cacahuètes ;
  - ghribia aux noix ;
  - ghribia aux pistaches ;
  - ghribia aux œufs[5] ;
  - ghribia à la semouline[5] ;
  - ghribia à l'huile[5].
- Tunisie :
  - ghraïba bidha, à base de farine de blé ;
  - ghraïba droô, à base de farine de sorgho ;
  - ghraïba homs, à base de farine de pois chiche.
- Maroc :
  - mlouwza / mlawza, une ghriba à base d'amandes, de sucre et parfumée à l'eau de fleur d'oranger ;
  - ghriba bahla ;
  - ghriba dyal zite ;
  - ghriba mramla.
- Libye :
  - ghrayba
- Égypte :
- Liban :
- Syrie :
- Jordanie :
- Palestine :

Les ghriba maghrébines sont très proches des mantecados andalous, mais dans ceux-ci, la graisse utilisée est du saindoux.